# Softengi
Softengi (рус. «Софтенжи») – украинский поставщик услуг в области IT-аутсорсинга, созданный в 2009 году как спин-офф одной из ведущих компаний-поставщиков программного обеспечения «Софтлайн», основанной в 1995 году выпускниками Киевского политехнического института.
Компания Softengi специализируется главным образом на предоставлении услуг диджитализации, IoT, AI, XR, разработке программного обеспечения, аутсорсинге бизнес-процессов в области ИТ, разработке мобильных приложений, 3D-моделировании, а также предоставлении клиентам IT-специалистов под конкретные проекты (центры разработки ПО). Инженеры по разработке ПО компании сертифицированы в Microsoft и Oracle Corporation. Менеджеры проектов компании сертифицированы на уровнях В и С Международной ассоциацией управления проектами.
Главный офис Softengi находится в Киеве. Также Компания имеет представительства в Тбилиси, Грузия, Польше, Кипре и Калифорнии, США.
Softengi является частью Intecracy Group – международного IT-объединения, компании которого объединяют более чем 700 IT-специалистов, и также является членом Украинской Hi-Tech Инициативы, Европейской Бизнес Ассоциации, USUBC и Ассоциации «IT Украины».
Компания является золотым партнером Microsoft.

## Миссия компании
Миссия компании Softengi звучит как "Deliver results that empower" (рус. «Достигать результатов, которые вдохновляют»). Цель компании – думать глобально, работать настойчиво и развиваться быстро. Благодаря успеху в цифровой трансформации своей собственной компании, Softengi уверена, что поможет другим компаниям перейти на новый уровень качества с минимальными трудностями. Диджитализация – это ядро корпоративной философии Софтенжи. Компания предоставляет бизнесам по всему миру возможности для оптимизации их процессов, создания лучших продуктов и более эффективного достижения основных бизнес-целей. Softengi "Delivers Your Success" (рус. Софтенжи «Приносит Вам успех.»)

## История
- 2009, Softengi, глобальный поставщик услуг по разработке программного обеспечения, была основана как дочерняя компания Softline IT. Softengi стала частью консорциума Intecracy Group – одной из крупнейших IT-организаций Восточной Европы. Наследуя корпоративную культуру, знания, опыт и людей от Софтлайн, Softengi стала сильным игроком на рынке;
- 2010, Softengi решила выйти на международный уровень, открыв офисы в США и Европе. Офис в Швейцарии был создан для более эффективной поддержки клиентов в Центральной и Западной Европе;
- 2011, Компания приняла участие в CeBIT 2011, бизнес-форуме Европы по инновациям и цифровизации в Ганновере. Softengi стала корпоративным членом Ассоциации управления проектами Украины (Национальной ассоциации международной ассоциации управления проектами);
- 2012, Команда Softengi по тестированию программного обеспечения получила сертификат ISTQB и была представлена на CeBIT, европейском бизнес-форуме по инновациям и цифровизации в Ганновере. Компания стала сертифицированным золотым партнером Microsoft с компетенциями;
- 2013, Softengi стала победителем Первого Международного конкурса «Профессиональная премия в области банковских технологий, оборудования и услуг», вошла в рейтинг «Лучшие предприниматели Украины[3]», организованного одним из крупнейших украинских новостных порталов Delo.UA, и вошла в рейтинг «Лучшие IT-компании Украины 2013». Был открыт офис в городе Никосия, Кипр;
- 2014, Softengi признана в категории "Rising Star" рейтинга The Global Outsourcing 100® от IAOP®. Был открыт новый офис в городе Ты́хы, Польша, что стало свидетельством стремительного развития компании;
- 2015, Softengi включена в список The 2015 Global Outsourcing 100® уже второй год подряд[4]. Компания была включена в шорт-лист номинации European IT Outsourcing Project of the Year на European Outsourcing Awards (EOAA). Компания подтвердила свою соответствие стандарту ISO 9001;
- 2016, Softengi приняла участие в конференции EHS User в Сан-Диего (Калифорния, США);
- 2017, Softengi была включена в категорию "Rising Star" на 2017 Global Outsourcing 100® от IAOP® уже в третий раз и получила сертификат ISO/IEC 27001:2013 по управлению информационной безопасностью. Компания стала финалистом The European Software Testing Awards 2017 в категории Testing Team of the Year. Softengi и еще 16 IT-компаний приняли участие в B2B-встречах с канадскими партнерами в рамках проекта Канадско-Украинской торгово-инвестиционной поддержки (CUTIS);
- 2018, Softengi вошла в список 2018 Global Outsourcing 100® от IAOP® уже в четвертый раз. Компания снова подтвердила свое соответствие требованиям системы управления качеством ISO 9001;
- 2019, Softengi вошла в список 2019 Global Outsourcing 100® от IAOP® уже в пятый раз, стала членом Совета технологий Forbes и заключила партнерство с Azure и AWS. Получила статус поставщика от Siemens. Начала два амбициозных проекта, финансируемых Всемирным банком – системы публичных закупок для Киргизстана и системы управления кадрами для Таджикистана;
- 2020, Вошла в топ-1000 IT-компаний мира[5] и топ-15 компаний смешанной и дополненной реальности[6] по данным Clutch, топ компаний Интернета вещей[7] по данным The Manifest и ведущих компаний по разработке мобильных приложений на React[8] по данным Mobile App Daily. Softengi расширила географию своего бизнеса на 15 новых стран;
- 2021, Softengi была признана лучшей компанией Интернета вещей в мире по отзывам клиентов и вошла в список 15 ведущих компаний по разработке дополненной и виртуальной реальности на Clutch.co, а также стала членом Глобального компакта ООН. Был открыт новый главный офис в США. Компания начала работать над программой Net Zero Carbon Emissions program;
- 2022, Softengi была включена в список The 2022 Global Outsourcing 100 List®. Компания применила гибкий подход для поддержания стабильной бизнес-деятельности, реализации проектов для существующих клиентов и установления новых партнерских отношений с клиентами в Украине и за рубежом;
- 2023, Softengi изменила свой корпоративный слоган на «Приносит Вам успех», что отражает новую миссию компании – «Достигать результатов, которые вдохновляют». Компания снова была включена в список Global Outsourcing 100® от IAOP®. The Digital Journal признал Softengi[9] одной из ведущих компаний по разработке программного обеспечения дополненной аналитики вместе с IBM, Oracle и Microsoft.

## Сертификаты
- ISO 9001, Стандарт определяет требования к системе управления качеством, помогает компаниям и организациям быть более эффективными и повышать удовлетворенность клиентов;
- ISO/IEC 27001, Международный стандарт в области ИТ, который обеспечивает требования к системе управления информационной безопасностью (СУИБ);
- ISTQB, Сертификат международной некоммерческой организации, которая занимается определением ключевых принципов развития сферы тестирования программного обеспечения.

## Признание и награды
- Многократный номинант[10] Global Outsourcing 100® от IAOP®;
- №1 IoT компания в мире по отзывам клиентов на Clutch.co;
- Среди топ 15 компаний по разработке программного обеспечения для дополненной и виртуальной реальности по данным Clutch.co;
- Названа одной из ведущих компаний[11] по разработке программного обеспечения дополненной аналитики по данным The Digital Journal;
- В топе IT-сервисных компаний[12] по данным DesignRush.com;
- Член Форбс Технолоджи Каунсил (англ. Forbes Technology Council);
- В топ 1000 IT-компаний мира по данным Clutch;
- В топе IoT компаний IoT по данным The Manifest;
- Финалист The Global Sourcing Association;
- Среди Топ 15 XR компаний по данным Clutch;
- В топ 50 компаний по разработке мобильных приложений React по данным Mobile App Daily;
- В топе компаний по разработке мобильных приложений в Польше[13] 2023 по данным ItFirms.com;
- Партнер Azure и AWS;
- Передовая IoT компания по данным GoodFirms;
- Финалист European Software Testing Awards в номинации Testing Team of the Year;
- В списке номинантов European IT Outsourcing Project of the Year согласно European Outsourcing Awards (EOAA);
- В топ 50+ украинских компаний разработки мобильных приложений[14] по данным SoftwareWorld;
- Одна из лучших IT-компаний в Украине 2013;
- В списке Лучших предпринимателей Украины по данным украинского новостного портала Delo.UA;
- Победитель Первого Международного Конкурса «Профессиональная премия в области банковских технологий, оборудования и услуг»;
- Корпоративный член Украинской ассоциации управления проектами (Национальная ассоциация международной ассоциации управления проектами);
- «Компания-лидер по разработке и внедрению автоматизированных процессов кредитования»[15];
- Лидер по шкале «Отношения с коллегами»[16].

## Проекты

### IoT
Softengi разрабатывает аппаратное и программное обеспечение Интернета вещей с продвинутыми мерами безопасности. С более чем 1000 проектами в портфолио, компания предоставляет передовые IoT решения для сектора электроэнергетики, умных приложений, логистики, недвижимости и нефтегазовой отрасли.
Самыми значимыми проектами Интернета вещей компании являются мониторинг телекоммуникационных вышек для дистанционного контроля за вышками, обеспечение анализа всех данных и своевременного решения проблем; интегрированная система отслеживания персонала и оборудования для повышения безопасности работников горнодобывающей промышленности, предотвращения природных и искусственных катастроф и мониторинга объектов в реальном времени; умный дом; мобильное приложение для Kalima Systems, которое может визуализировать цифровой двойник любого здания и обновлять эту информацию в режиме реального времени с помощью IoT датчиков; управление автопарком для отслеживания инвентаря, измерения окружающей среды, оптимизации маршрута и предотвращения угроз.

### AI
Softengi признает технологии искусственного интеллекта как важный элемент поддержки роста бизнеса. Компания выступает за внедрение решений на основе искусственного интеллекта в различных секторах, включая розничную торговлю, производство, финансовый сектор, фармацевтику и здравоохранение, государственный сектор, транспорт и логистику, нефть и газ, а также медиа и развлечения.
Самые значимые проекты по искусственному интеллекту включают приложение для оптического распознавания символов, которое помогает улучшить работу с документами в логистике и для верификации запросов на покупки пользователей, и решение для системы закупок для определения наиболее релевантных рекомендаций прибыльных позиций в режиме реального времени. Другие важные проекты – это решение для идентификации и классификации бактерий, алгоритм машинного обучения для автоматизации сложных процессов и принятия решений с высочайшей точностью в финансовом секторе и чат-бот для повышения эффективности отделов DevOps. Решения для выявления аномалий в контроле качества производства и программное обеспечение для анализа видео для умного контроля за интернет-трафиком также относятся к группе важных проектов Softengi, связанных с искусственным интеллектом.

### XR
Softengi создает XR приложения «под ключ» с учетом конкретной бизнес-логики и целей каждого клиента. Компания разработала более 50 XR приложений (AR/VR/MR) для клиентов со всего мира и воплощает в жизнь даже самые требовательные решения и проекты. Использование технологий реальности виртуальной, смешанной и дополненной реальности значительно улучшает качество обучения и скорость обучения, например, с помощью интерактивных руководств и удаленной помощи. Появляется возможность использовать редкое и дорогое оборудование, что раньше было непросто. Обучение виртуальной реальности дает возможность, например, смоделировать даже самые ужасные чрезвычайные ситуации без какого-либо риска. Разработка смешанных, виртуальных и дополненных приложений также является инвестицией в маркетинг и продажи. У компаний есть возможность улучшить маркетинговую стратегию, а именно повысить узнаваемость бренда. Потенциальных клиентов привлекает интерактивность взаимодействия с продуктом, предприятия ценят возможность расширения целевой аудитории.
Недавние проекты включают PresentinAR – мобильное/веб-приложение «попробуй перед покупкой» (англ. "try before you buy"), которое позволяет предварительно просматривать 3D-модели розничных товаров. Это могут быть мебель, бытовая техника, игрушки, декор, одежда, обувь и даже еда. Еще один проект – Remote Assistance для немецкого производителя оборудования на основе технологии цифрового двойника, который способен улучшить продуктивность компании в маркетинге, продажах и операционной деятельности. Еще несколько значимых XR проектов – это Ovaflopick, который представляет собой виртуальный инструмент для замера одежды и Virry – VR приложение для психотерапии, которое помогает предотвращать выгорание на работе.

### Метавселенная
Softengi способствует созданию приложений метавселенной в рамках своего подразделения по разработке XR программного обеспечения. Компания считает метавселенную будущим Интернета, поэтому она тратит значительные ресурсы на разработку платформ виртуальной реальности как единого пространства для коммуникации и электронной коммерции.
Среди наиболее значимых проектов – виртуальный офис Softengi для сохранения корпоративной культуры, развития компании, применения современных технологий в бизнесе, а также обеспечения непрерывности рабочего процесса, а также клиника психологического здоровья в метавселенной, которая объединяет в себе силу природы как средства терапии и новейшие достижения в области XR-технологий, чтобы предоставлять пользователям возможность взаимодействия с экспертами по психическому здоровью в виртуальной среде, разработанной в виде африканской саванны.

### Разработка программного обеспечения
Разработка программного обеспечения с фокусом на цифровую трансформацию бизнеса является основной специализацией Softengi. Используя системный подход к управлению проектами, компания разрабатывает программное обеспечение «под ключ», которое включает сложные высоконагруженные системы, веб и мобильные приложения, а также современные решения для амбициозных стартапов. Softengi разрабатывает передовые решения для международных организаций, таких как Всемирный Банк, а также мобильные и веб-приложения с дружественным пользовательским интерфейсом для малых и средних бизнесов.
Вместе с южноафриканской НПО Teen Geeks, Softengi создала онлайн-платформу для обучения с возможностями edEX и CodeBlocks для местных детей – Ms. Zora. Это платформа со искусственным интеллектом, которая предлагает большой выбор онлайн-видеокурсов, систему управления для отслеживания прогресса студентов разных уровней, автоматизированную проверку заданий, умные подсказки, геймификацию и взаимодействие с педагогами в режиме реального времени.
Еще одним примером комплексного подхода Softengi к программной инженерии является DevOps-решение с искусственным интеллектом, объединенное с такими современными технологиями, как Advanced Analytics, Machine Learning и Data Mining. Компания разработала систему электронных закупок, которая улучшает эффективность рутинных операций по закупкам, увеличивает скорость процессов закупок и уменьшает затраты на управление поиском поставщиков для Nectain. Решение помогло сократить время, необходимое для выхода на рынок, снизить уровень неудачных релизов, сократить время, необходимое для исправления ошибок, и уменьшить время восстановления системы в случае неудачного релиза.

### Разработка мобильных приложений
Softengi применяет комплексный подход к разработке мобильных приложений. Компания обеспечивает инфраструктуру, состоящую из людей, процессов методологий и эффективной коммуникации. Консультации по разработке мобильных приложений включают разработку нативных приложений для iOS и Android, а также кроссплатформенных приложений. Языки и фреймворки выбираются на основе конкретных требований клиента и его бизнес-потребностей.
Softengi разработал ARCoin – AR-приложение для торговых центров. Это мобильная игра для iOS / Android с встроенной поддержкой AR и возможностями геймификации, а также веб-системой управления контентом и отслеживания географического положения. Приложение для создания списка желаний помогает местным клиентам находить поставщиков из родного города, помогая малым и средним бизнесам укреплять свое присутствие на рынке в постковидный период. Softengi также отвечает за создание модуля, который позволяет записывать, замедлять и обрезать видео, а также заниматься постпродакшеном для Pocket Radar – приложения, которое помогает спортсменам улучшать свои результаты, собирая и отображая важные показатели скорости.

### Дизайн и 3D-моделирование
Softengi полагается на лучшие практики дизайна, методологии и последние подходы, чтобы предоставлять такие услуги, как 3D-моделирование, исследования в области UX/UI, тестирование юзабилити, дизайн веб и мобильных приложений, дизайн взаимодействия с пользователем, разработка прототипов, продуктовый дизайн и брендинг.
Примером усилий компании по 3D-моделированию является создание виртуального ландшафта для будущего курорта возле Бадалукко в регионе Лигурия, Италия. 3D-художники Softengi создали модель не только отеля или отдельного здания, а всего курорта, со всеми его зданиями, бассейнами, садами, инфраструктурой и панорамными видами.
Softengi помогла Neccton обновить UX/UI своего решения для отслеживания поведения игроков, чтобы сделать приложение более простым и удобным в использовании специалистами компании, а также обеспечить быстрый доступ к ключевым функциям системы. Кроме того, Softengi помогла PEAK 15 переработать UX/UI своей CRM системы, чтобы сделать её более конкурентоспособной на рынке, с более дружелюбным и понятным интерфейсом, а также более привлекательными и легкими в использовании инструментами.

### Информационная безопасность
Цифровые атаки значительно выросли в плане сложности и утонченности. Softengi осознает важность применения передовых решений по информационной безопасности для своевременного выявления уязвимостей и угроз кибербезопасности, принятия мер по их предотвращению до того, как проблемы возникнут.
Для разработки безопасных приложений для клиентов, Softengi использует комплексный подход к информационной безопасности. Он включает разработку и внедрение ISMS, оценку информационной безопасности, аудит информационной безопасности, тестирование систем на проникновение, анализ безопасности программного обеспечения и внедрение технологии SIEM.